# Fonlupt
Établissements Fonlupt war ein französischer Hersteller von Automobilen mit Sitz in Paris in der Rue Saint-Lazare Nr. 70.

## Unternehmensgeschichte

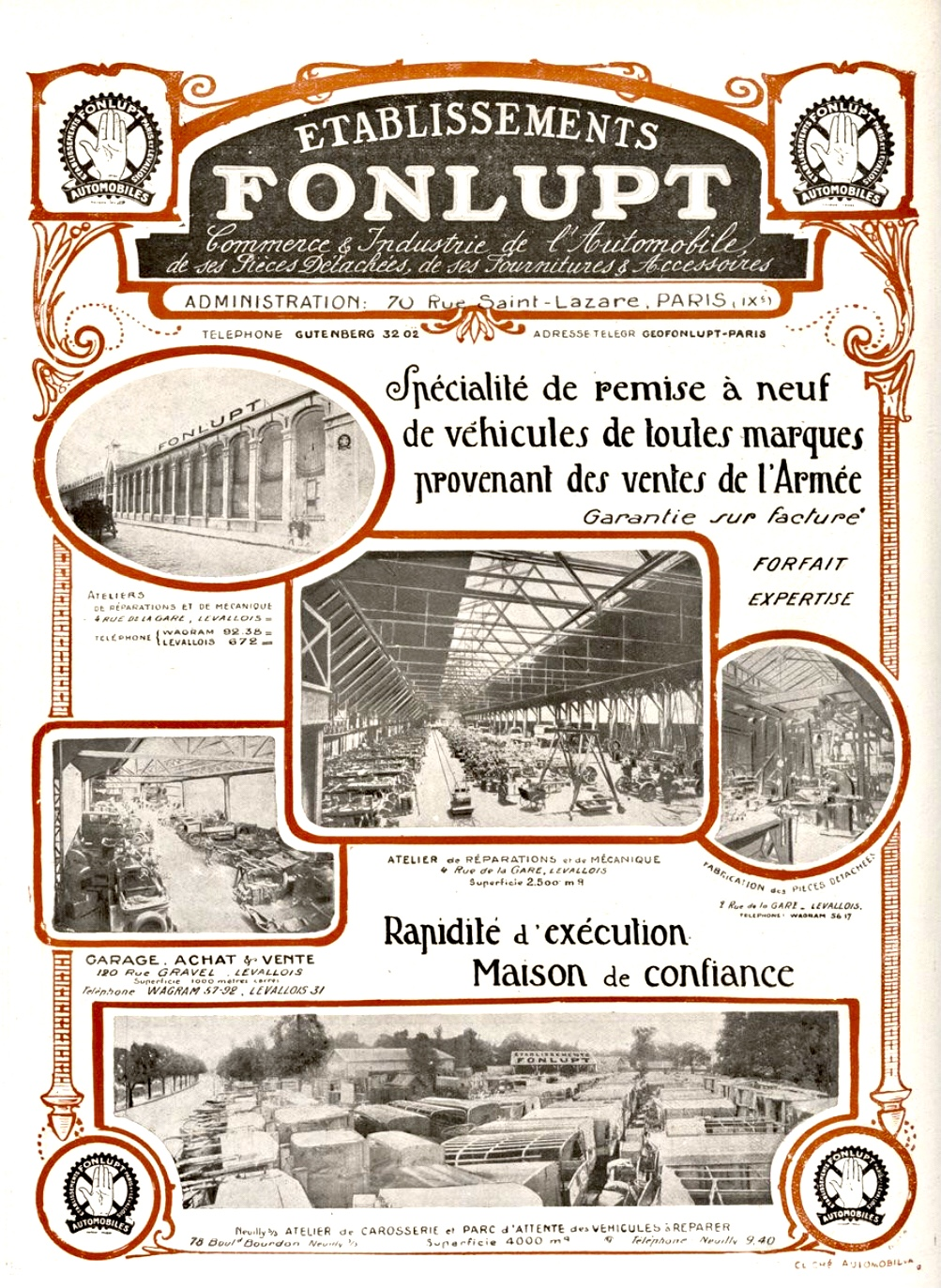
Fonlupt Werbung um 1919

Das Unternehmen aus Levallois-Perret begann 1920 mit der Produktion von Automobilen. Der Markenname lautete Fonlupt. 1921 endete die Produktion. Außerdem entstanden Anlasser, Benzinpumpen, Instrumente und Zündverteiler.

## Fahrzeuge
Im Angebot standen zunächst zwei Modelle, deren Motoren mit 70 mm Zylinderbohrung und 140 mm Kolbenhub über die gleichen Zylindermaße verfügten. Daraus ergaben sich 2155 cm³ Hubraum beim Modell mit Vierzylindermotor und 4310 cm³ Hubraum beim Modell mit Achtzylindermotor. 1921 folgte ein Kleinwagen mit einem Vierzylindermotor von S.C.A.P. mit 950 cm³ Hubraum.